# JMeter
Apache JMeter — инструмент для проведения нагрузочного тестирования, разрабатываемый Apache Software Foundation.
Хотя изначально JMeter разрабатывался как средство тестирования web-приложений, в настоящее время он способен проводить нагрузочные тесты для JDBC-соединений, FTP, LDAP, SOAP, JMS, POP3, IMAP, HTTP и TCP.
Интересна возможность создания большого количества запросов с помощью нескольких компьютеров при управлении этим процессом с одного из них. Архитектура, поддерживающая плагины сторонних разработчиков, позволяет дополнять инструмент новыми функциями.
В программе реализованы механизмы авторизации виртуальных пользователей, поддерживаются пользовательские сеансы. Организовано логирование результатов теста и разнообразная визуализация результатов в виде диаграмм, таблиц и т. п.